# Angers
Angers là tỉnh lỵ của tỉnh Maine-et-Loire, thuộc vùng hành chính Pays de la Loire của nước Pháp, có dân số là 152.500 người (thời điểm 2005).
Angers có khoáng cách khoảng 300 km về phía tây nam của Paris, về phía tây nước Pháp. Nó là tỉnh lỵ tỉnh Maine-et-Loire và đã, trước khi cuộc Cách mạng Pháp, thủ phủ của tỉnh Anjou. Những cư dân của cả hai thành phố và tỉnh được gọi là Angevin trong tiếng Pháp. Xã Angers, mà không có khu vực đô thị, là thứ ba đông dân nhất ở tây bắc nước Pháp sau Nantes và Rennes và thứ 17 tại Pháp.
Angers là thủ đô lịch sử của Anjou và đã nhiều thế kỷ một thành trì quan trọng ở tây bắc nước Pháp. Nó là cái nôi của các triều đại Plantagenet và là dưới thời trị vì của René của Anjou một trong những trung tâm trí tuệ của châu Âu. Angers phát triển tại hợp lưu của ba con sông, các Mayenne, các Sarthe, và Loir, tất cả đều đến từ phía bắc và phía nam chảy đến sông Loire. hợp lưu của họ, ngay phía bắc của Angers, tạo ra những Maine, một con sông ngắn nhưng rộng chảy vào sông Loire vài km về phía nam. Các khu vực đô thị Angers là một trung tâm kinh tế lớn ở miền tây nước Pháp, đặc biệt là hoạt động trong ngành, làm vườn, du lịch và kinh doanh công nghiệp.
Nội ô Angers có diện tích 42,70 kilômét vuông và có dân số 147.305 người, trong khi khoảng 394.700 sống ở khu vực đô thị của nó. Angers Loire Métropole được tạo thành từ 33 xã bao gồm 540 cây số vuông (208 dặm vuông) với 287.000 cư dân.
Angers được hưởng một cuộc sống văn hóa phong phú, được thực hiện bởi các trường đại học và viện bảo tàng. Trung tâm thời trung cổ vẫn còn chi phối bởi các lâu đài khổng lồ của Plantagenêts, nhà của Apocalypse Tapestry, tấm thảm bộ quần áo đồng thời Trung cổ lớn nhất trên thế giới. Angers cũng là cả hai cạnh của Val de Loire, một di sản thế giới, và công viên tự nhiên vùng Loire-Anjou-Touraine.

## Các thành phố kết nghĩa
- Osnabrück, Đức
- Haarlem, Hà Lan
- Bamako, Mali
- Pisa, Ý
- Wigan, Anh

## Những người con của thành phố
- Pierre Jean David d'Angers, nhà điêu khắc
- Hervé Bazin, nhà văn
- René Bazin, nhà văn và là giáo sư
- Antoine-Joseph-Eulalie de Beaumont-Autichamp, tướng
- Jean Thérèse Louis de Beaumont-Autichamp, tướng
- Jean Bodin, triết gia
- Eugène Chevreul, nhà hóa học
- Henri Dutilleux, nhà soạn nhạc
- Daniel Gélin, diễn viên
- Natalis Pinot, linh mục
- Joseph-Louis Proust, nhà hóa học
- René I., vua của Napoli và Jerusalem, công tước của Lothringen và bá tước của Provence
- Jacques Loussier, nghệ sĩ dương cầm và là nhà soạn nhạc

Angers
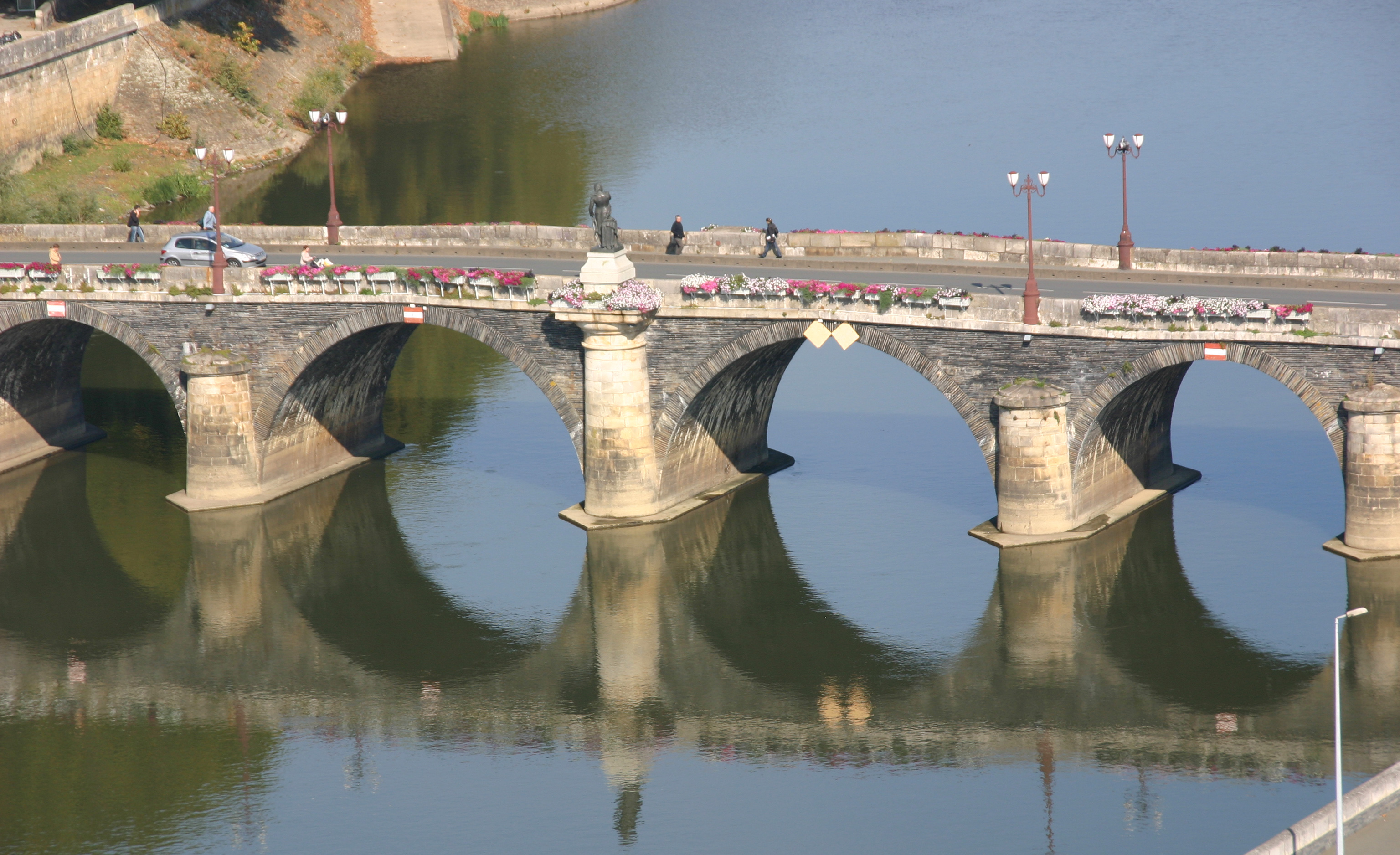
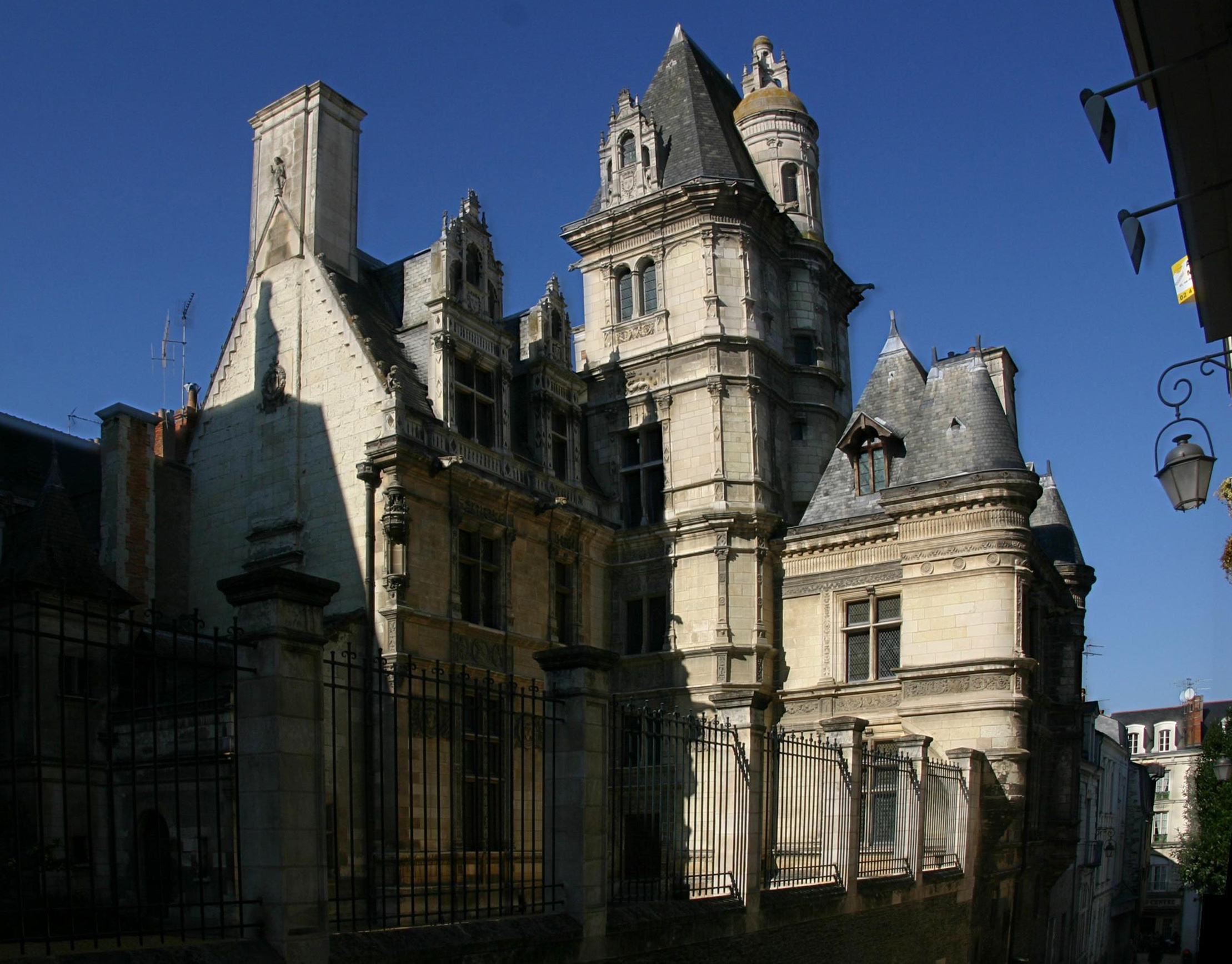
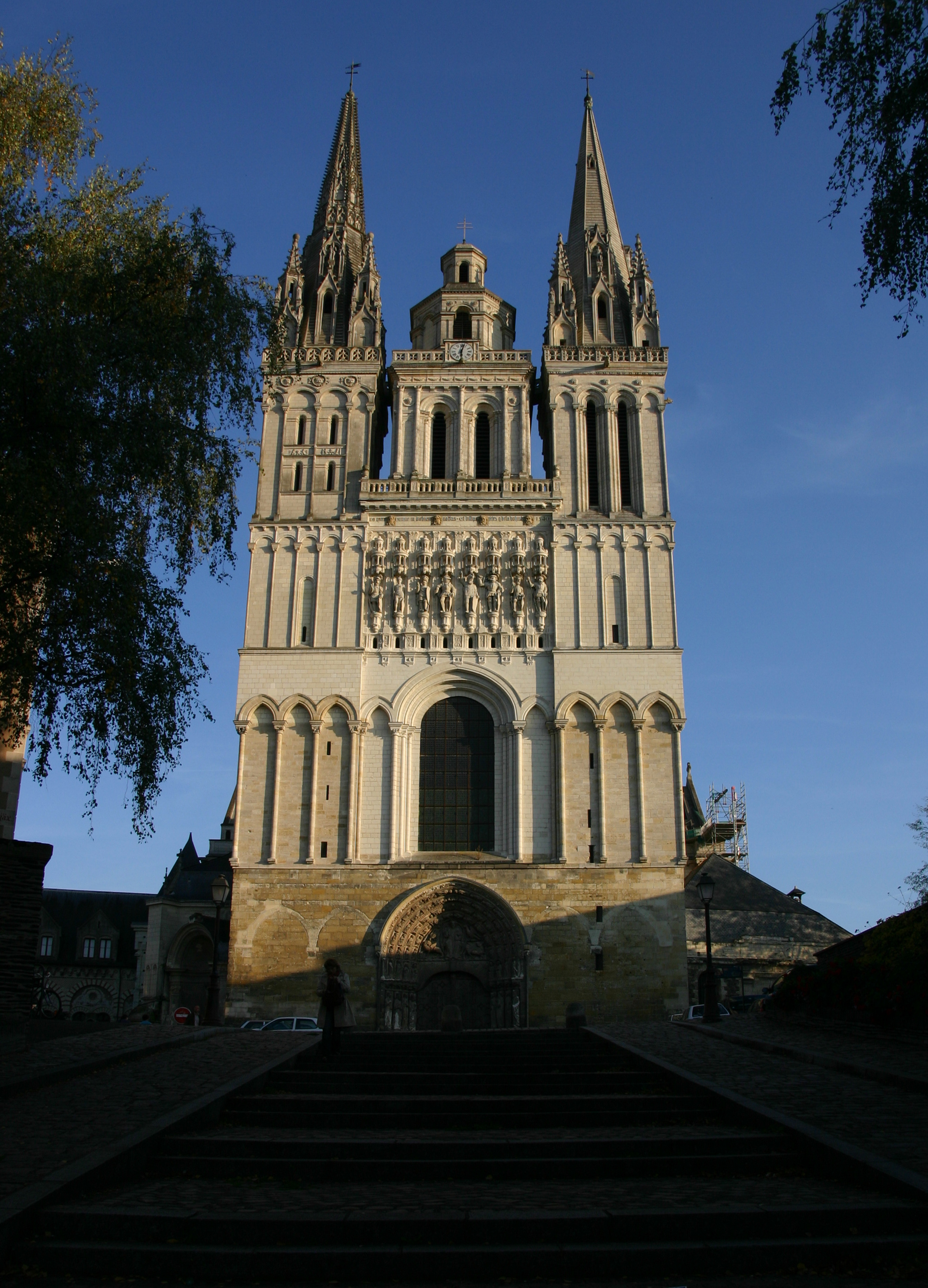
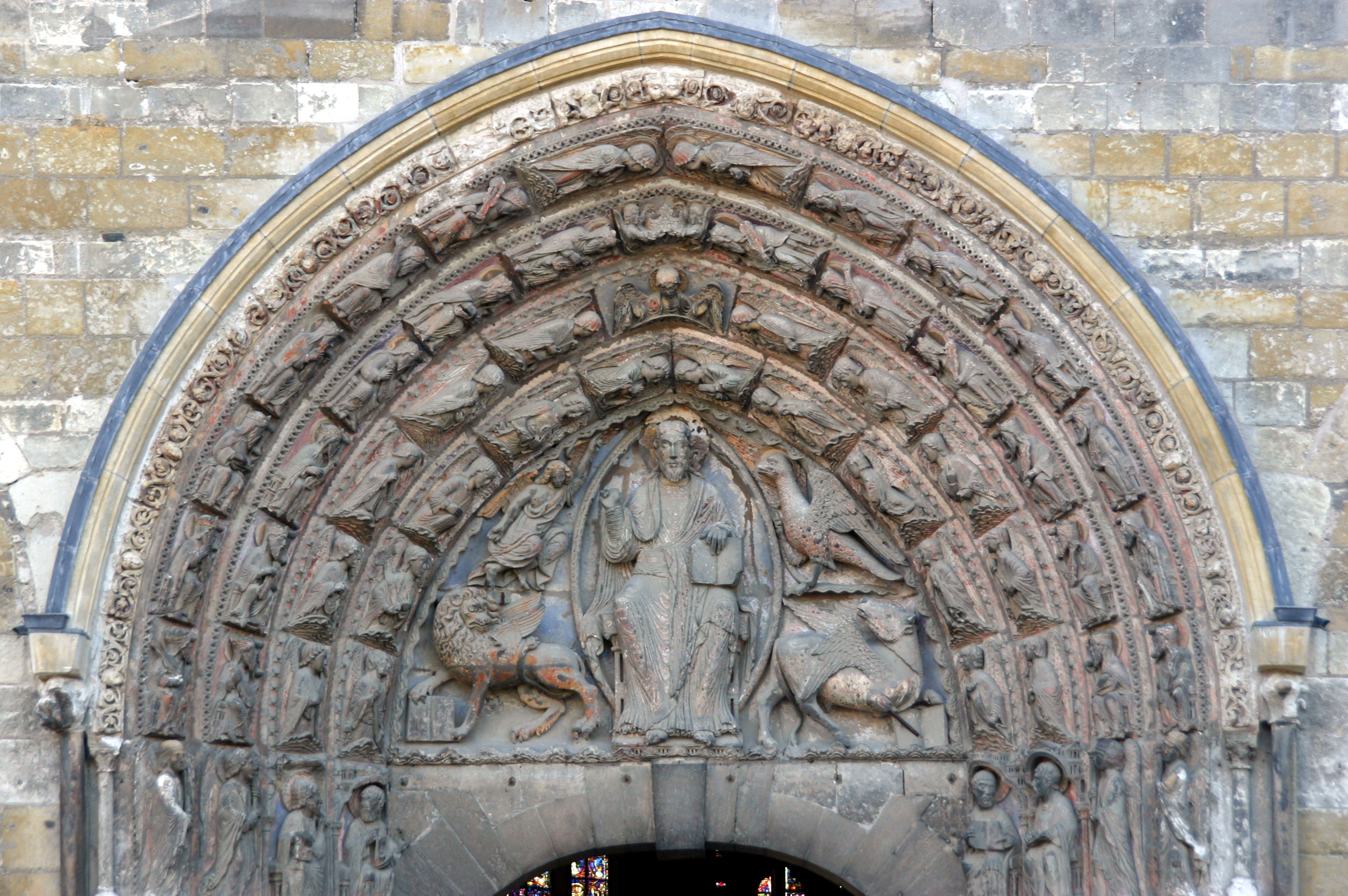
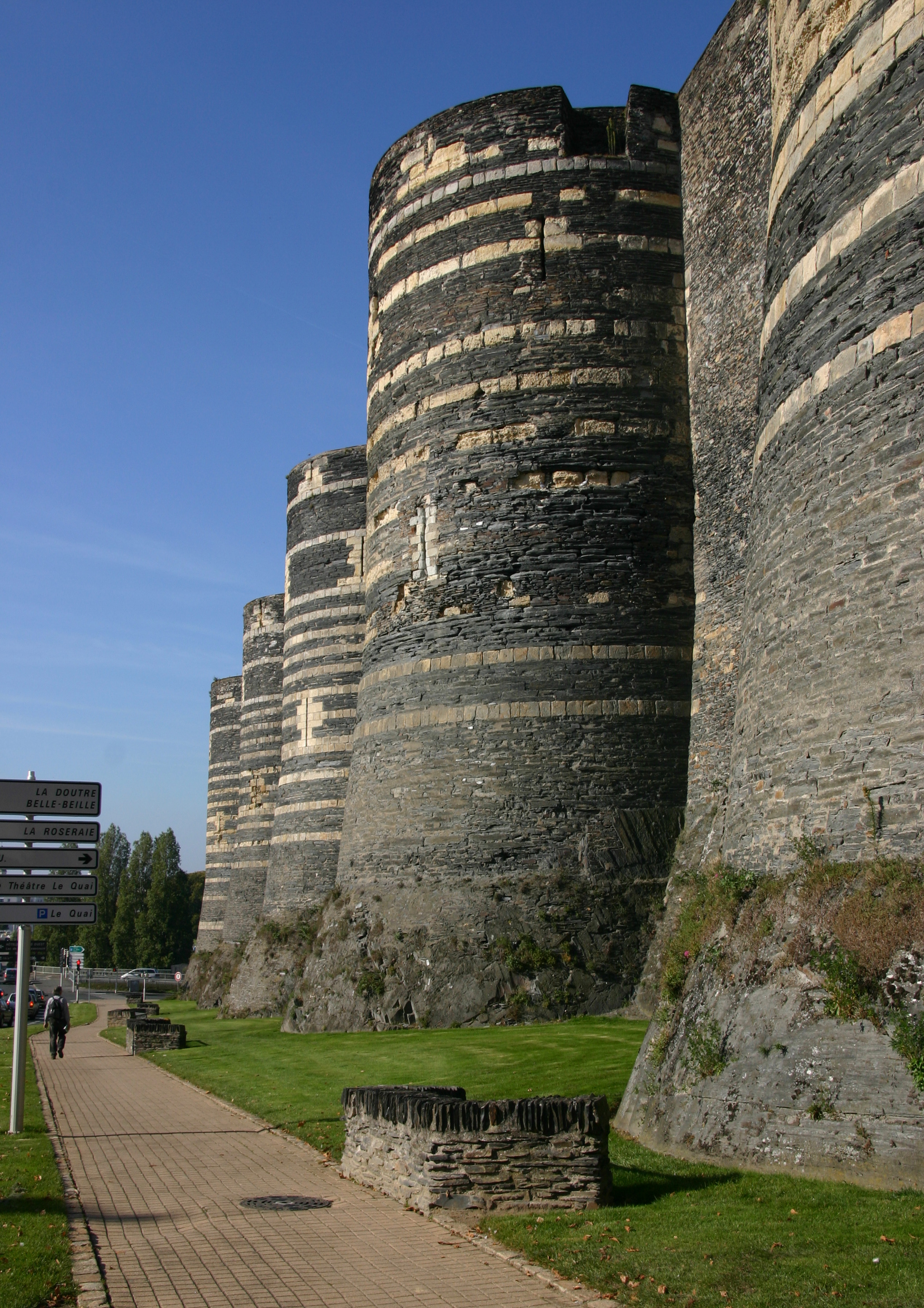
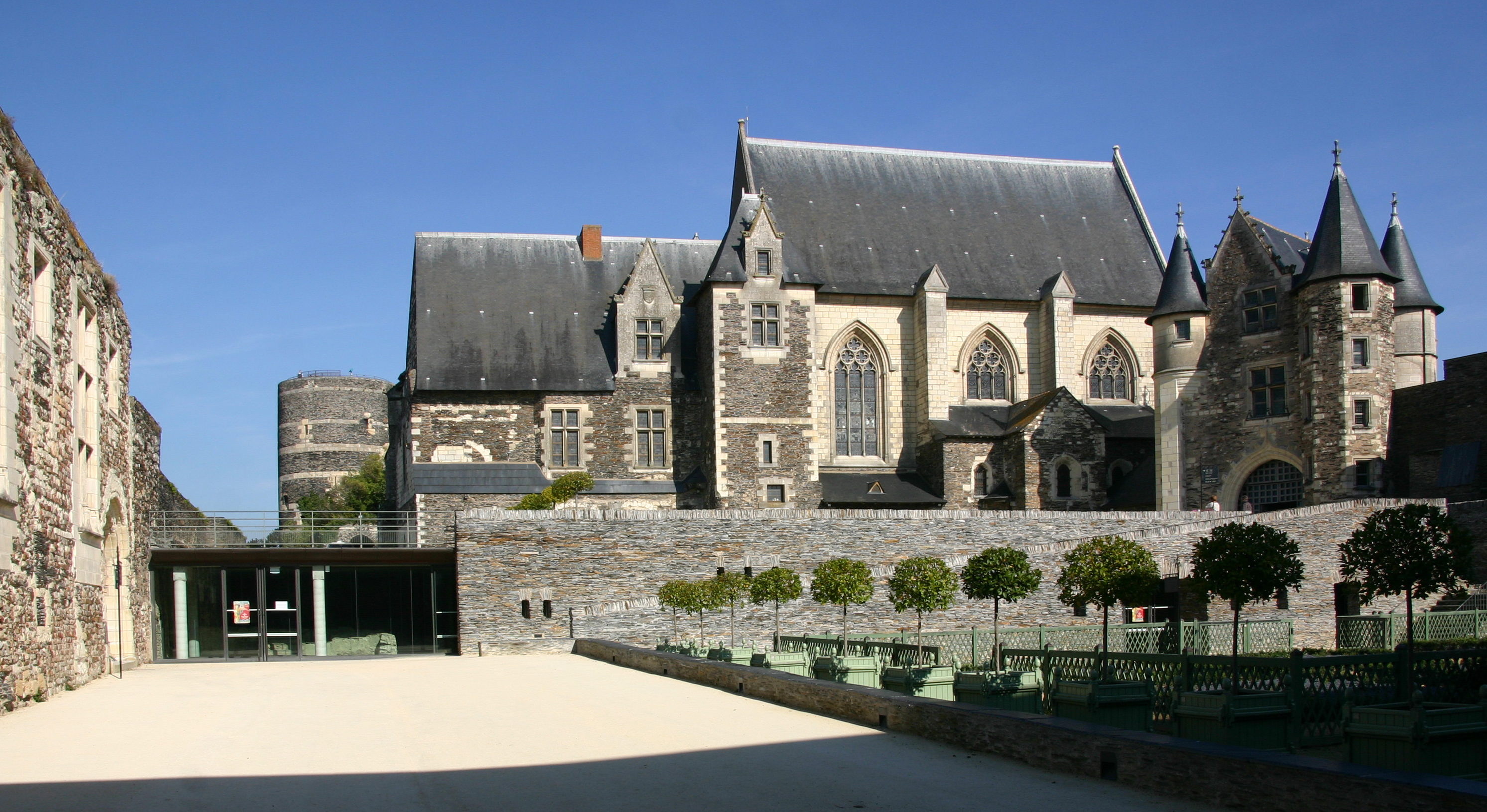